# Paranotoniscus capensis
Paranotoniscus capensis är en kräftdjursart som beskrevs av Barnard 1932. Paranotoniscus capensis ingår i släktet Paranotoniscus och familjen Styloniscidae. Inga underarter finns listade i Catalogue of Life.